# Auburn (Kentucky)
Auburn é uma cidade localizada no estado americano de Kentucky, no Condado de Logan.

## Demografia
Segundo o censo americano de 2000, a sua população era de 1444 habitantes. Em 2006, foi estimada uma população de 1502, um aumento de 58 (4.0%).

## Geografia
De acordo com o United States Census Bureau, a cidade tem uma área de 4,6 km², totalmente cobertos por terra. Auburn localiza-se a aproximadamente 195 m acima do nível do mar.

## Localidades na vizinhança
O diagrama seguinte representa as localidades num raio de 28 km ao redor de Auburn. 